# Michael Hester
Michael Hester (ur. 2 maja 1972 w Sydney) – nowozelandzki sędzia piłkarski. Sędziujący mecze piłkarskie w ligach: A-League, NSW Premier League oraz w New Zealand Football Championship. W styczniu 2007 został międzynarodowym sędzią FIFA. Pierwszy mecz, który sędziował, to Tahiti – Nowa Kaledonia (25 sierpnia 2007). Sędziował jedno spotkanie w trakcie igrzysk olimpijskich w Pekinie w 2008. Został wybrany jako sędzia na mistrzostwa świata w RPA w 2010.